# Lower Brule (rezerwat Indian)
Lower Brule Indian Reservation – rezerwat Indian Lower Brulé (odłam plemienia Brulé, należącego do Lakotów) w Dakocie Południowej.

## Historia
Lower Brulé (Dolni Brulé) występowali jako odrębna grupa w traktatach indiańskich z lat 1825, 1851, 1865 i 1868. Ostateczne ich wyodrębnienie nastąpiło na mocy ustawy Kongresu z 2 marca 1889 r. (Act of March 2, 1889), która rozdzieliła naród Siuksów oraz Great Sioux Reservation na mniejsze rezerwaty. Lower Brulé zostali wówczas osiedleni na obecnym terytorium. Status i granice rezerwatu Lower Brule były później jeszcze wielokrotnie zmieniane.

## Położenie geograficzne
Lower Brule Indian Reservation leży w Dakocie Południowej na terenie hrabstw Lyman i Stanley, ok. 58 mil na południowy wschód od Pierre, w pobliżu drogi stanowej South Dakota Highway 1806 i BIA Highway 10. Rezerwat znajduje się nad rzeką Missouri na wprost rezerwatu Crow Creek, również zamieszkanego przez Dakotów (grupy Mdewakanton z Santee i Ihanktonwan z Yankton). Terytorium sąsiaduje z dwoma dużymi zbiornikami retencyjnymi: Lake Sharpe i Lake Francis Case, utworzonymi po budowie zapory wodnej Big Bend (Big Bend Dam).
Obszar rezerwatu obejmuje 536,617 km². Mieszkało na nim 1 308 osób (2004), w tym także nie-Indianie. Stolicą terytorium jest Lower Brule.

## Warunki ekonomiczne
Głównymi pracodawcami na terenie rezerwatu są organizacja plemienna (Lower Brule Sioux Tribe), kasyno plemienne (Golden Buffalo Casino), Biuro do spraw Indian, służba zdrowie (Indian Health Service) i farma (The Lower Brule Farm Corp.), specjalizująca się w uprawie kukurydzy, a także białej fasoli. Plemię realizuje projekty, które mają podnieść atrakcyjność turystyczną regionu i poszerzyć rynek pracy. Należą do nich Lower Brule Wildlife Program i Golden Buffalo Casino. Region promuje się jako cenny pod względem walorów przyrodniczych, wędkarskich i myśliwskich.

## Znani przywódcy Lower Brulé
- Iron Nation (1815-1894), wódz, sygnatariusz traktatów z Fort Laramie (1851), Fort Sully (1865) i Fort Laramie (1868).
- Michael Jandreau (ur. 1943), przywódca plemienia wybrany przez radę plemienną na to stanowisko w 1986 r., autor programu rozwoju ekonomicznego rezerwatu i plemienia.

## Galeria

Położenie rezerwatu na mapie stanu
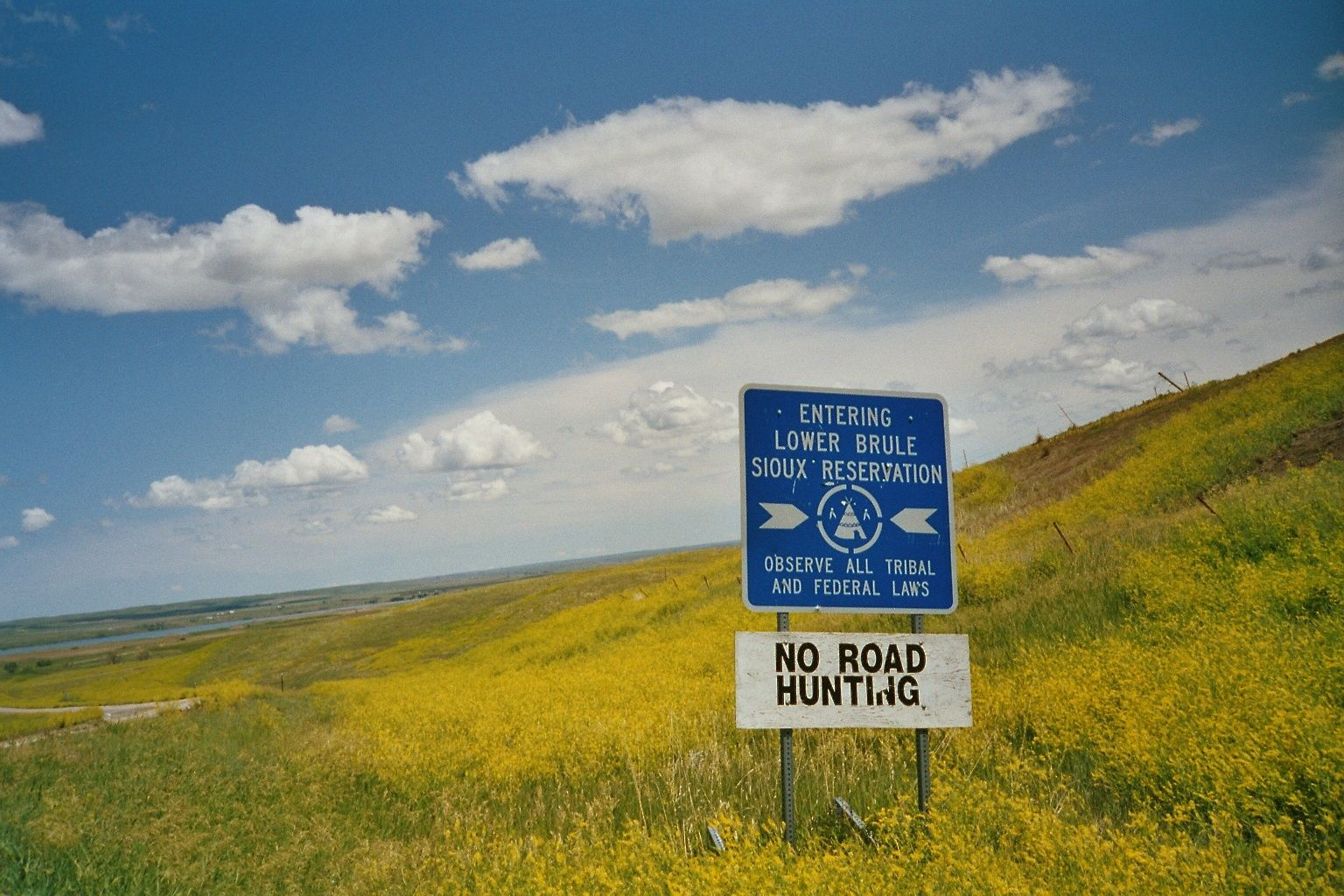
Rezerwat Lower Brule
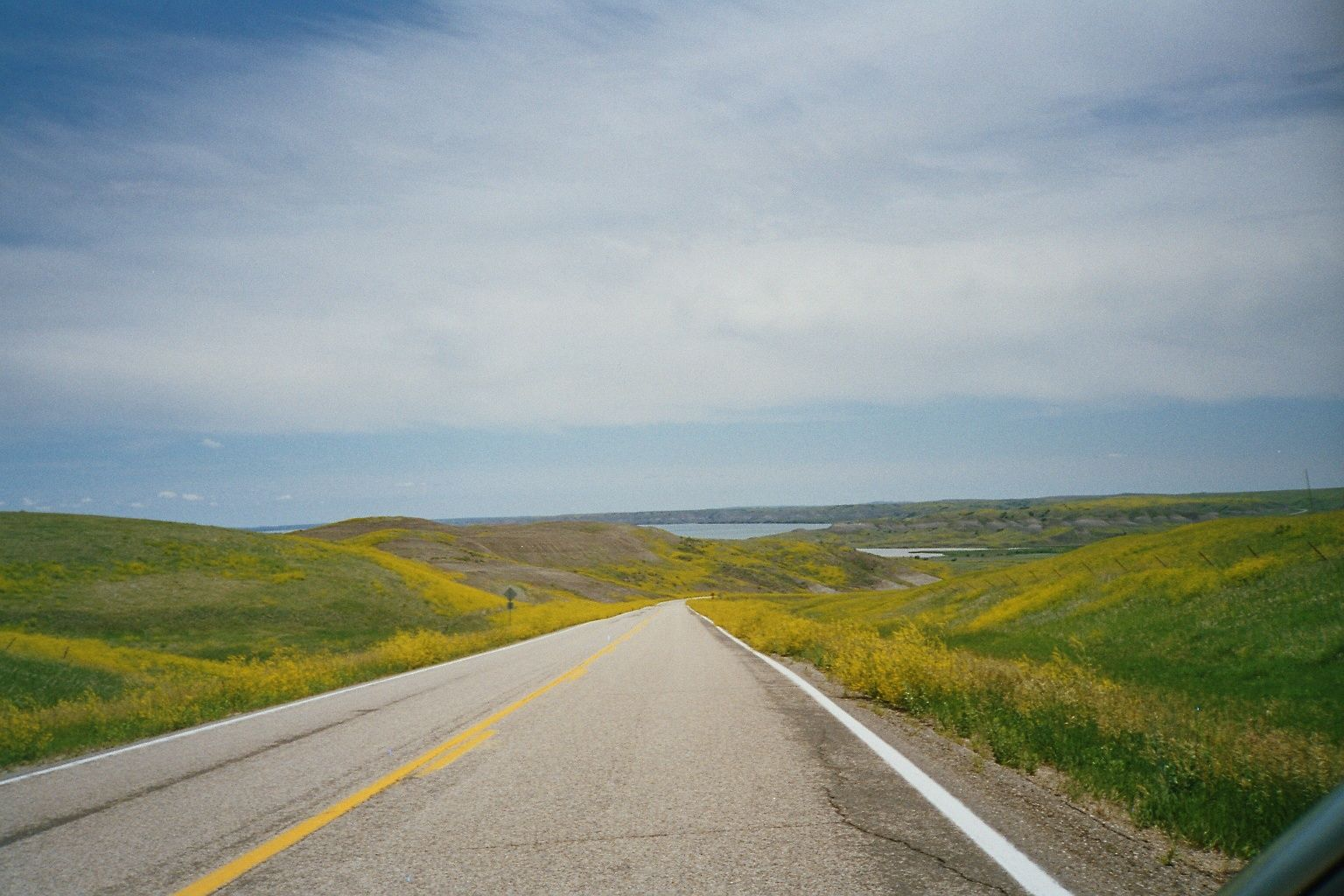
Rezerwat Lower Brule
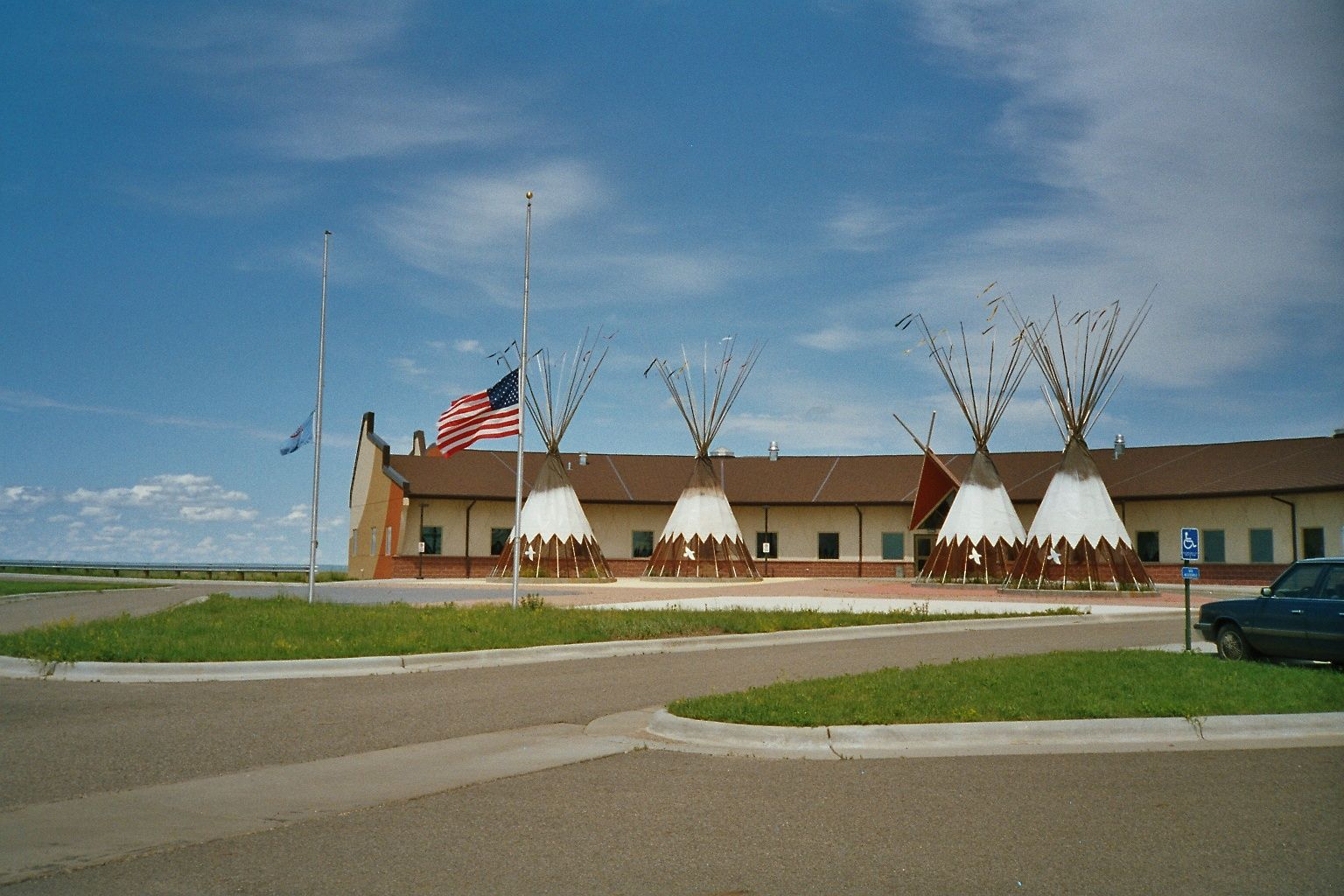
Budynki administracji rezerwatu
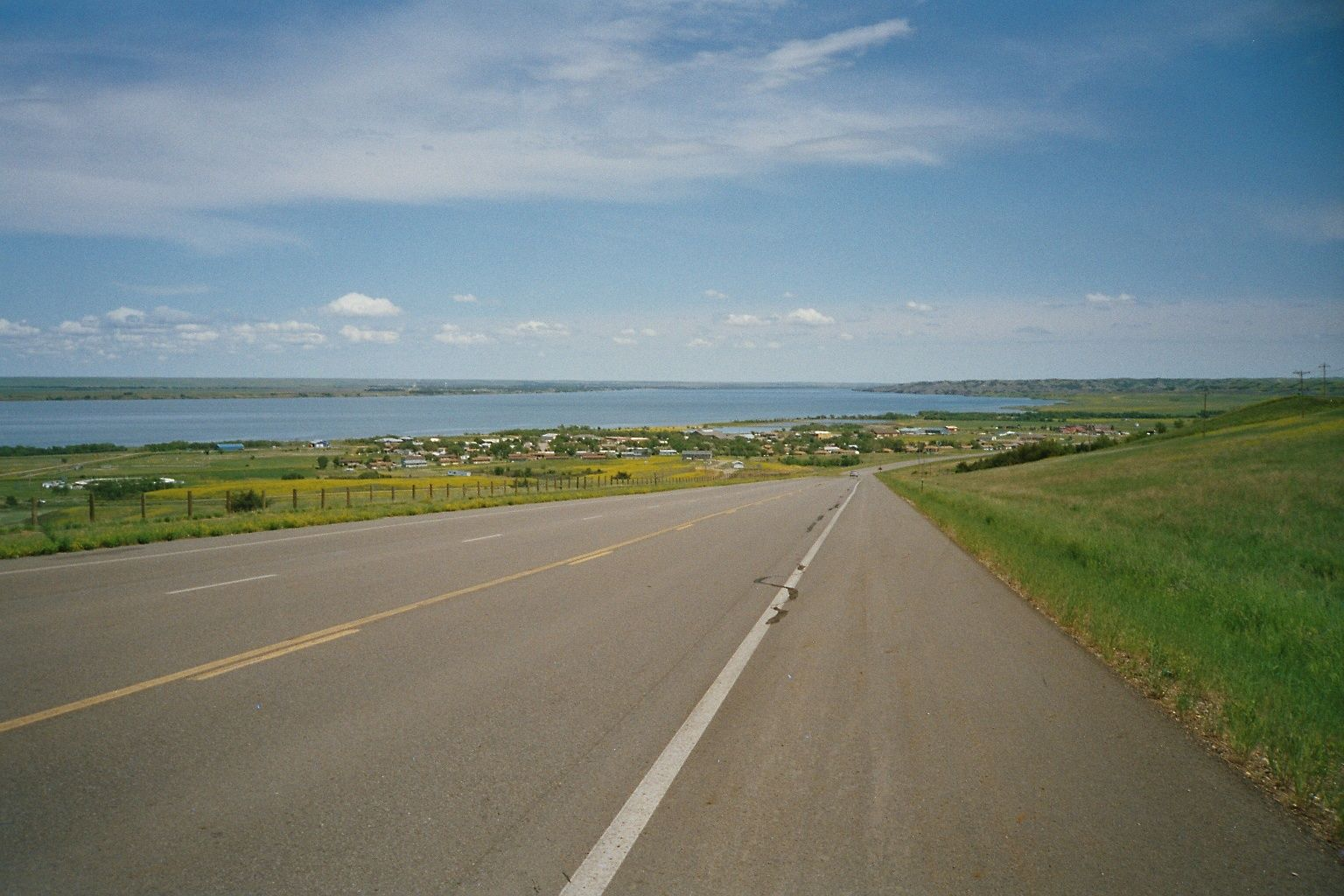
Widok na Lower Brule